# Útěchovice (tvrz)
Tvrz Útěchovice je bývalý panský statek, severočeské sídlo rozvětveného rodu Blektů z Útěchovic. Pozůstatky zaniklé stavby se nacházejí v areálu bývalého poplužního dvora s domy čp. 32, 33 a 40 na katastrálním území Břevniště, jež je částí obce Hamr na Jezeře v okrese Česká Lípa v Libereckém kraji. Historický objekt se zbytky gotického a renesančního zdiva není památkově chráněný – ačkoliv v roce 1965 byla do státního rejstříku zapsána jakási „bývalá tvrz čp. 7 (dnes statek)“, Památkový katalog vztáhl tento popis k bývalému statku čp. 7, který s minulostí žádné tvrze nespojuje.

## Historie
První nepřímá písemná zmínka o Útěchovicích se nachází v záznamu soudní pře z roku 1322 mezi Vokem z Rotštejna a Mikulášem z Útěchovic, přesto existuje domněnka, že Útěchovice mohly vzniknout již ve 13. století. Další písemné zmínky o Útěchovicích jsou až ze závěru 14. století, kdy však již existovala oddělená větev rodu pánů z Útěchovic – Blektové z Valtinova, kteří vlastnili vesnice a sídla nedaleko Jablonného v Podještědí. Datum založení tvrze však není nikde uvedeno.

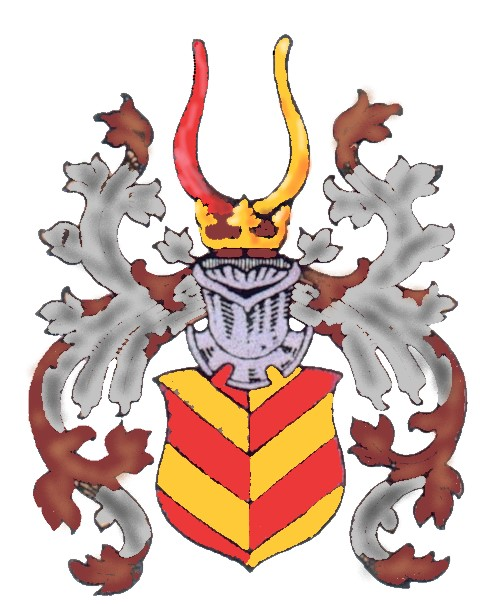
Erb Blektů z Útěchovic

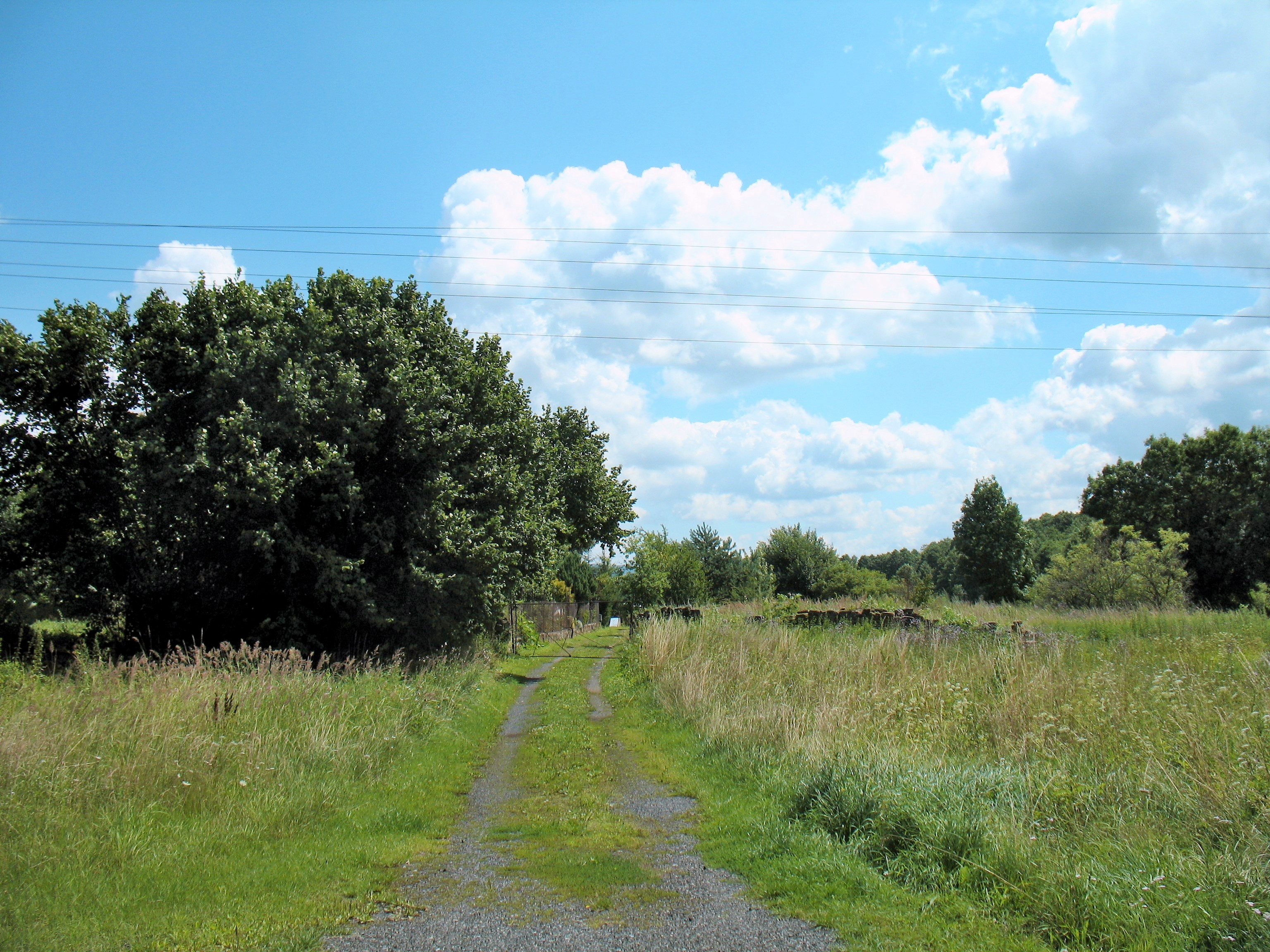
Staré zdi kolem areálu někdejšího panského dvora – pohled od západu

V roce 1444 byly Útěchovice vypáleny po vpádu vojsk Lužického Šestiměstí, avšak krátce poté byly opět obnoveny. Zničení tvrze není nikde výslovně zmíněno, avšak je více než pravděpodobné, stejně jako to, že tvrz byla záhy opravena a že již v roce 1453 zde sídlil Štěpán z Útěchovic, spojenec Jana Blankenštejna z Vartenberka. Během druhé poloviny 15. století se útěchovický statek pravděpodobně dostal do vlastnictví děvínského panství, jež v uvedené době patřilo Vartenberkům. Vartenberkové, stejně jako později Biberštejnové či od roku 1628 Albrecht z Valdštejna, propůjčovali Útěchovice s poplužním dvorem svým manům.
Původně gotická tvrz byla renesančně přestavěna v poslední čtvrtině 16. století. V r. 1658 koupil Útěchovice a Břevniště Jan Putz z Adlerthurnu a obě vsi se trvale staly součástí mimoňského panství, V 50. – 70. letech 17. století bylo vnitřní členění budovy odstraněno a tvrz byla přebudována na sýpku. Na mapách, vytvořených během prvního (josefínského) vojenského mapování  v druhé polovině 18. století je areál poplužního dvora označen jako „Merztdorfer Hof“, tj.  „Břevnišťský dvůr“.
Bývalá tvrz, respektive sýpka, existovala až do druhé poloviny 20. století. V roce 1978 se v důsledku zanedbané údržby zřítila střecha a hrázděné patro budovy, která v té době sloužila jako sklad místního státního statku. V dalších letech rychle pokračovala destrukce zbytků historického objektu. Ke zkáze přispěli i místní obyvatelé, kteří pozůstatky tvrze rozebírali na stavební materiál.

## Popis stavby
Popis stavu útěchovické tvrze v 17. století lze nalézt v dokumentech Českého oddělení dvorské komory z roku 1658, uložených v Národním archívu v Praze. Objekt je zde charakterizován jako sídlo „od spodku do polovice od kamene až svrchu ode dřeva“  ležící v rovině při poplužním dvoře mezi Mertzdorfem a Autigeshorn (v německé verzi zápisu je uvedeno „ein Mayerhof zwischen Merczdorf und Autigeshorn“, tj. poplužní dvůr mezi Břevništěm a Útěchovicemi). Dle popisu byly v patře budovy čtyři pokoje, v přízemí tři komory a dole klenutý sklep.
Někdejší útěchovická tvrz se nacházela v jižní části poplužního dvora, necelých 100 metrů vzdušnou čarou od pravého břehu severního ramene řeky Ploučnice, zvaného Hamerská strouha. Objekt měl téměř čtvercový půdorys o rozměrech 16,5 x 15 metrů, obvodové kamenné zdi byly silné 0,95 metru. Při průzkumu ruin někdejšího sídla, provedeném jednotlivými badateli v letech 1978 a 1985, bylo zjištěno, že ve východní části objektu se dochovaly zbytky zdí původní gotické tvrze.